# Jezioro Rgielskie
Jezioro Rgielskie – jezioro w woj. wielkopolskim, w pow. wągrowieckim, w gminie Wągrowiec, leżące na terenie Pojezierza Chodzieskiego.

## Charakterystyka
Jest to jezioro o urozmaiconej linii brzegowej. Na wschodnim brzegu do zbiornika wpada rzeka Nielba, która łączy go z Jeziorem Bracholińskim. Ujście Nielby znajduje się na południowym brzegu Jeziora Rgielskiego.

## Morfometria
Powierzchnia zwierciadła wody według różnych źródeł wynosi od 143,56 ha przez 147,0 ha do 148,5 ha.
Zwierciadło wody położone jest na wysokości 83,5 m n.p.m. lub też 84,2 m n.p.m. lub też 84,5 m n.p.m.. Średnia głębokość jeziora wynosi 5,3 m, natomiast głębokość maksymalna 17,6 m. Prace melioracyjne prowadzone w zlewni Nielby doprowadziły lokalnie do zmiany kierunku odpływu wód, jak również do podziału istniejącego Jeziora Rgielskiego na osobne akweny: Rgielskie Wschodnie (Bracholińskie), Rgielskie Zachodnie i Rgielskie Południowe.
W oparciu o badania przeprowadzone w 2003 roku wody jeziora zaliczono do III klasy czystości i III kategorii podatności na degradację. W 1998 roku wody jeziora zaliczono do III klasy czystości.

## Przyroda
Gniazduje tu 1-5 par gęgawy. W wodach jeziora wykryto algi: Cosmarium regnellii, Coelastrum microporum, Microcystis aeruginosa, Woronichinia compacta i Planktothrix agardhi.